# NGC 1700
NGC 1700 este o galaxie eliptică situată în constelația Eridanul. A fost descoperită în 5 octombrie 1785 de către William Herschel. Se află la o distanță de 41,5 de megaparseci de Pământ.